# Lamboing
Lamboing (toponimo francese; in tedesco Lamlingen, desueto) è una frazione di 696 abitanti del comune svizzero di Plateau de Diesse, nel Canton Berna (regione del Giura Bernese, circondario del Giura Bernese).

## Storia

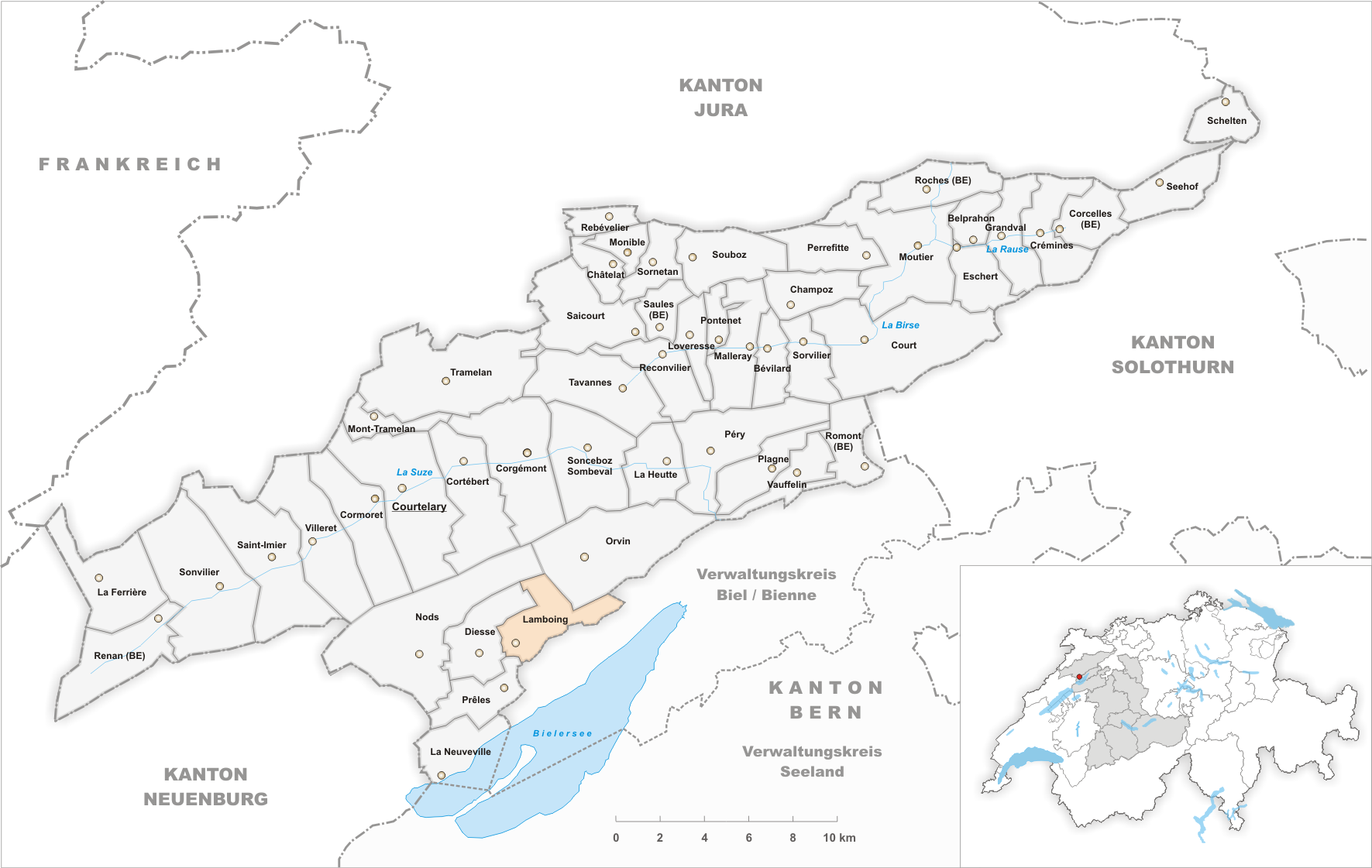
Il territorio del comune di Lamboing prima degli accorpamenti comunali del 2014

Già comune autonomo che si estendeva per 9,1 km² e che comprendeva anche le frazioni di Derrière-la-Chaux, Les Moulins e Les Prés de Macolin Derrière, il 1º gennaio 2014 è stato accorpato agli altri comuni soppressi di Diesse e Prêles per formare il nuovo comune di Plateau de Diesse.

### Simboli
All'inizio del XX secolo, Lamboing aveva ripreso, modificandole con l'aggiunta del monte alla tedesca, il blasone dei signori di Vaumarcus, che furono feudatari del paese nel corso dei secoli XV e XVI. Lo stemma era stato adottato ufficialmente dal consiglio comunale nel 1946 ma è più utilizzato dal 2015, quando Lamboing è stato incorporato nel nuovo comune di Plateau de Diesse.

## Società

### Evoluzione demografica
L'evoluzione demografica è riportata nella seguente tabella:
Abitanti censiti